# Phytoliriomyza variegata
Phytoliriomyza variegata är en tvåvingeart som först beskrevs av Johann Wilhelm Meigen 1830.  Phytoliriomyza variegata ingår i släktet Phytoliriomyza och familjen minerarflugor. Arten är reproducerande i Sverige. Inga underarter finns listade i Catalogue of Life.